# Zisterzienserinnenabtei Neufchâtel
Die Zisterzienserinnenabtei Neufchâtel war von 1654 bis 1791 ein Kloster der Zisterzienserinnen in Neufchâtel-en-Bray, Département Seine-Maritime in Frankreich.

## Geschichte
Das seit dem 9. Jahrhundert in Drincourt (später: Novum Castrum, Neufchâtel) bestehende Benediktinerinnenkloster Sankt Thomas (auch: Saint Saulve, nach Salvius von Angoulême) wurde 1654 von der Zisterzienserinnenabtei Bival mit Zisterzienserinnen (auch: Bernhardinerinnen) besiedelt und 1725 zur Abtei erhoben. Durch die Französische Revolution kam es 1791 zur Auflösung des Klosters, das am Ort des heutigen Rathauses stand. Wegen der intensiven Bombardierung des Ortes durch die Luftwaffe am 7. Juni 1940, während des Zweiten Weltkriegs, sind keine Reste übrig, und es erinnert auch kein Straßenname an das einstige Kloster.

### Handbuchliteratur
- Laurent Henri Cottineau: Répertoire topo-bibliographique des abbayes et prieurés. Bd. 2. Protat, Mâcon 1939–1970. Nachdruck: Brepols, Turnhout 1995. Spalte 2056.
- Bernard Peugniez: Le Guide Routier de l’Europe Cistercienne. Editions du Signe, Straßburg 2012, S. 266.
- Gereon Christoph Maria Becking: Zisterzienserklöster in Europa. Kartensammlung, Lukas Verlag Berlin 2000, ISBN 3-931836-44-4, Blatt 53 C.